# Melodifestivalen 2025
La sessantacinquesima edizione del Melodifestivalen si è svolta dal 1º febbraio all'8 marzo 2025 in 6 città svedesi (Luleå, Göteborg, Västerås, Malmö, Jönköping e Stoccolma) e ha selezionato il rappresentante della Svezia all'Eurovision Song Contest 2025 a Basilea, in Svizzera.
I vincitori sono stati i KAJ con il brano Bara bada bastu.

## Organizzazione
Nel giugno 2024 l'emittente Sveriges Television (SVT) ha confermato la partecipazione della Svezia all'Eurovision Song Contest 2025, annunciando inoltre l'organizzazione della sessantacinquesima edizione del Melodifestivalen per selezionare il proprio rappresentante. Il successivo 23 agosto l'emittente ha aperto la possibilità agli aspiranti partecipanti di inviare i propri brani entro il 13 settembre dello stesso anno, con la condizione che gli aspiranti autori fossero cittadini o residenti permanenti in Svezia.

### Scelta della sedi
Il 17 settembre 2024 SVT ha annunciato le città che ospiteranno i sei spettacoli dello show:
| Data             | Evento       | Città     | Sede                  | Immagine      |
| ---------------- | ------------ | --------- | --------------------- | ------------- |
| 1º febbraio 2025 | Semifinale 1 | Luleå     | Coop Norrbotten Arena | senza cornice |
| 8 febbraio 2025  | Semifinale 2 | Göteborg  | Scandinavium          | senza cornice |
| 15 febbraio 2025 | Semifinale 3 | Västerås  | ABB Arena             | senza cornice |
| 22 febbraio 2025 | Semifinale 4 | Malmö     | Malmö Arena           | senza cornice |
| 1º marzo 2025    | Semifinale 5 | Jönköping | Husqvarna Garden      | senza cornice |
| 8 marzo 2025     | Finale       | Stoccolma | Strawberry Arena      | senza cornice |

### Format
Il 22 agosto 2024 sono state annunciate alcune modifiche riguardo allo svolgimento dell'evento. Un totale di 30 partecipanti hanno preso parte alla competizione attraverso cinque semifinali. Ogni semifinale è stata composta da sei canzoni, con le prime due canzoni che si qualificano direttamente per la finale mentre, a differenza dell'edizione precedente, solo la canzone che si è classificata al terzo posto nella semifinale, si è qualificata al ballottaggio che si è svolto dopo l'ultima semifinale, diminuendo il numero di partecipanti a cinque canzoni invece di dieci. Le prime due canzoni della qualificazione finale nel ballottaggio, passeranno quindi alla finale, che comprenderà 12 partecipanti. Il vincitore della finale è stato determinato, come da tradizione, da una combinazione di voto della giuria internazionale e televoto.
Per la prima volta dalla introduzione del format multi-show di Melodifestivalen nel 2002, i brani in gara sono stati pubblicati sulle piattaforme streaming il giorno precedente alla rispettiva semifinale.

## Partecipanti
Tra le 2 794 proposte ricevute, SVT ha selezionato 30 partecipanti, annunciati ufficialmente il 27 novembre 2024.
| Artista                | Titolo                        | Lingua  | Compositori                                                                                                   |
| ---------------------- | ----------------------------- | ------- | --- |
| Adrian Macéus          | Vår första gång               | Svedese | Adam "Rymdpojken" Englund, Adrian Björklund, Adrian Macéus, Hugo Geijer Persson, William Pärlenskog           |
| Albin Johnsén feat. Pa | Upp i luften                  | Svedese | Albin Johnsén, Christoffer Balazik, Fernand MP, Mattias Andréasson, Pa Modou                                  |
| Amena                  | Do Good Be Better             | Inglese | Amena, Sandra Bjurman, Stefan Örn                                                                             |
| Andreas Lundstedt      | Vicious                       | Inglese | Andreas Lundstedt, Dino Medanhodzic, Laurell Barker, Liam Cacatian Thomassen                                  |
| Angelino               | Teardrops                     | Inglese | Jimmy "Joker" Thörnfeldt, Joy Deb, Linnea Deb, Tusse Chiza                                                    |
| Annika Wickihalder     | Life Again                    | Inglese | Annika Wickihalder, Herman Gardarfve, Patrik Jean                                                             |
| Arvingarna             | Ring baby ring                | Svedese | Stefan Brunzell, Thomas G:son                                                                                 |
| Arwin                  | This Dream of Mine            | Inglese | Anderz Wrethov, Arwin Ismail, Jimmy "Joker" Thörnfeldt, Julie "Kill J" Aagaard, Peter Boström                 |
| Björn Holmgren         | Rädda mig                     | Svedese | Björn Holmgren, David Lindgren Zacharias, Jens Hult                                                           |
| Dolly Style            | Yihaa                         | Inglese | Caroline Aronsson, David Lindgren Zacharias, Herman Gardarfve, Melanie Wehbe, Mikaela Samuelsson, Patrik Jean |
| Ella Tiritiello        | Bara du är där                | Svedese | Adam "Rymdpojken" Englund, David Björk, Loreen Talhaoui                                                       |
| Erik Segerstedt        | Show Me What Love Is          | Inglese | Erik Segerstedt, Mattias Andréasson, Pontus Söderman                                                          |
| Fredrik Lundman        | The Heart of a Swedish Cowboy | Inglese | Erik Bernholm, Maja Francis, Thomas G:son                                                                     |
| Greczula               | Believe Me                    | Inglese | Amanda Nordelius, John Russel, Kristofer Greczula                                                             |
| John Lundvik           | Voice of the Silent           | Inglese | Jimmy Jansson, John Lundvik, Peter Boström, Thomas G:son                                                      |
| KAJ                    | Bara bada bastu               | Svedese | Anderz Wrethov, Axel Åhman, Jakob Norrgård, Kevin Holmström, Kristoffer Strandberg, Robert Skowronski         |
| Kaliffa                | Salute                        | Svedese | Anderz Wrethov, Jakob "Big Brain" Malmlöf, Jimmy "Joker" Thörnfeldt, Kaliffa Karlsson, Robert Skowronski      |
| Klara Hammarström      | On and On and On              | Inglese | Dino Medanhodzic, Jimmy Jansson, Klara Hammarström, Moa Carlebecker, Peter Boström, Thomas G:son              |
| Linnea Henriksson      | Den känslan                   | Svedese | David Lindgren Zacharias, Linnea Henriksson, Sebastian Atas                                                   |
| Maja Ivarsson          | Kamikaze Life                 | Inglese | Andreas "Giri" Lindbergh, Jimmy "Joker" Thörnfeldt, Joy Deb, Linnea Deb, Maja Ivarsson                        |
| Malou Prytz            | 24K Gold                      | Inglese | Anderz Wrethov, Jimmy "Joker" Thörnfeldt, Julie "Kill J" Aagaard, Malou Prytz                                 |
| Måns Zelmerlöw         | Revolution                    | Inglese | David Lindgren Zacharias, Måns Zelmerlöw, Ola Svensson, Sebastian Atas                                        |
| Meira Omar             | Hush Hush                     | Inglese | Anderz Wrethov, Dino Medanhodzic, Laurell Barker, Meira Omar                                                  |
| Nomi Tales             | Funniest Thing                | Inglese | Adam Breitholtz, Herman Gardarfve, Jacob Lundahl, Nomi Bontegard, Simon Weidersjö                             |
| Saga Ludvigsson        | Hate You So Much              | Inglese | Herman Gardarfve, Lisa Desmond, Saga Ludvigsson                                                               |
| Scarlet                | Sweet n' Psycho               | Inglese | Anderz Wrethov, Dino Medanhodzic, Jimmy "Joker" Thörnfeldt, Scarlet Hunts, Thirsty                            |
| Schlagerz              | Don Juan                      | Svedese | Anna Engh, Mikael Karlsson                                                                                    |
| Tennessee Tears        | Yours                         | Inglese | Gavin Jones, Jonas Hermansson, Pär Westerlund, Tilda Feuk                                                     |
| Victoria Silvstedt     | Love It!                      | Inglese | Jimmy Jansson, Thomas G:son                                                                                   |
| Vilhelm Buchaus        | I'm Yours                     | Inglese | Elias Edman, Jonatan Lahti, Simon Alexander Ward, Vilhelm Buchaus                                             |

## Semifinali

### Prima semifinale
La prima semifinale si è svolta il 1º febbraio 2025 presso la Coop Norrbotten Arena di Luleå, e ha visto competere i primi 6 artisti.
I primi due classificati, che sono passati automaticamente alla finale, sono stati John Lundvik e Maja Ivarsson, mentre Meira Omar si è qualificata al ballottaggio di ripescaggio.
| # | Artista                | Titolo              | Primo round | Primo round | Secondo round | Secondo round | Secondo round |
| # | Artista                | Titolo              | Voti        | Posizione   | Voti          | Totale        | Posizione     |
| - | ---------------------- | ------------------- | ----------- | ----------- | ------------- | ------------- | ------------- |
| 1 | Albin Johnsén feat. Pa | Upp i luften        | 1 089 032   | 4           | 596 636       | 1 685 668     | 3             |
| 2 | Maja Ivarsson          | Kamikaze Life       | 1 115 693   | 2           | 683 513       | 1 799 206     | 1             |
| 3 | John Lundvik           | Voice of the Silent | 1 355 309   | 1           | —             | —             | —             |
| 4 | Meira Omar             | Hush Hush           | 1 068 752   | 3           | 647 625       | 1 716 377     | 2             |
| 5 | Adrian Macéus          | Vår första gång     | 879 946     | 5           | 455 470       | 1 335 416     | 4             |
| 6 | Linnea Henriksson      | Den känslan         | 660 354     | 6           | 342 138       | 1 002 492     | 5             |

### Seconda semifinale
La seconda semifinale si è svolta l'8 febbraio 2025 presso lo Scandinavium di Göteborg.
I primi due classificati, che sono passati automaticamente alla finale, sono stati Erik Segerstedt e Klara Hammarström, mentre Kaliffa si è qualificato al ballottaggio di ripescaggio.
| # | Artista           | Titolo                        | Primo round | Primo round | Secondo round | Secondo round | Secondo round |
| # | Artista           | Titolo                        | Voti        | Posizione   | Voti          | Totale        | Posizione     |
| - | ----------------- | ----------------------------- | ----------- | ----------- | ------------- | ------------- | ------------- |
| 1 | Nomi Tales        | Funniest Thing                | 987 656     | 5           | 516 379       | 1 504 035     | 3             |
| 2 | Schlagerz         | Don Juan                      | 544 789     | 6           | 139 691       | 738 480       | 5             |
| 3 | Erik Segerstedt   | Show Me What Love Is          | 1 339 899   | 1           | —             | —             | —             |
| 4 | Klara Hammarström | On and On and On              | 1 528 183   | 2           | 1 053 759     | 2 581 942     | 1             |
| 5 | Fredrik Lundman   | The Heart of a Swedish Cowboy | 945 235     | 3           | 514 404       | 1 459 639     | 4             |
| 6 | Kaliffa           | Salute                        | 1 072 881   | 4           | 612 155       | 1 685 036     | 2             |

### Terza semifinale
La terza semifinale si è svolta il 15 febbraio 2024 presso l'ABB Arena di Västerås.
I primi due classificati, che sono passati automaticamente alla finale, sono stati Greczula e Annika Wickihalder, mentre le Dolly Style si sono qualificate al ballottaggio di ripescaggio.
| # | Artista            | Titolo     | Primo round | Primo round | Secondo round | Secondo round | Secondo round |
| # | Artista            | Titolo     | Voti        | Posizione   | Voti          | Totale        | Posizione     |
| - | ------------------ | ---------- | ----------- | ----------- | ------------- | ------------- | ------------- |
| 1 | Greczula           | Believe Me | 1 069 958   | 1           | —             | —             | —             |
| 2 | Malou Prytz        | 24K Gold   | 935 017     | 5           | 448 986       | 1 384 003     | 3             |
| 3 | Björn Holmgren     | Rädda mig  | 798 822     | 6           | 338 552       | 1 137 374     | 5             |
| 4 | Dolly Style        | Yihaa      | 1 057 492   | 3           | 600 798       | 1 658 290     | 2             |
| 5 | Angelino           | Teardrops  | 883 140     | 4           | 416 917       | 1 300 057     | 4             |
| 6 | Annika Wickihalder | Life Again | 1 054 647   | 2           | 620 082       | 1 674 729     | 1             |

### Quarta semifinale
La quarta semifinale si è svolta il 22 febbraio 2024 presso la Malmö Arena di Malmö.
I primi due classificati, che sono passati automaticamente alla finale, sono stati Måns Zelmerlöw e i KAJ, mentre Ella Tiritiello si è qualificata al ballottaggio di ripescaggio.
| # | Artista           | Titolo            | Primo round | Primo round | Secondo round | Secondo round | Secondo round |
| # | Artista           | Titolo            | Voti        | Posizione   | Voti          | Totale        | Posizione     |
| - | ----------------- | ----------------- | ----------- | ----------- | ------------- | ------------- | ------------- |
| 1 | Andreas Lundstedt | Vicious           | 925 304     | 3           | 597 985       | 1 523 289     | 3             |
| 2 | Ella Tiritiello   | Bara du är där    | 967 458     | 4           | 634 115       | 1 601 573     | 2             |
| 3 | Tennessee Tears   | Yours             | 773 258     | 5           | 436 047       | 1 209 305     | 4             |
| 4 | KAJ               | Bara bada bastu   | 1 238 511   | 2           | 954 961       | 2 193 472     | 1             |
| 5 | Amena             | Do Good Be Better | 629 574     | 6           | 333 799       | 963 373       | 5             |
| 6 | Måns Zelmerlöw    | Revolution        | 1 632 844   | 1           | —             | —             | —             |

### Quinta semifinale
La quinta semifinale si è svolta il 1º marzo 2025 presso l'Husqvarna Garden di Jönköping.
Le prime due classificate, che sono passate automaticamente alla finale, sono state Saga Ladvigsson e le Scarlet, mentre Arwin si è qualificato al ballottaggio di ripescaggio.
| # | Artista            | Titolo             | Primo round | Primo round | Secondo round | Secondo round | Secondo round |
| # | Artista            | Titolo             | Voti        | Posizione   | Voti          | Totale        | Posizione     |
| - | ------------------ | ------------------ | ----------- | ----------- | ------------- | ------------- | ------------- |
| 1 | Arvingarna         | Ring baby ring     | 680 012     | 5           | 320 987       | 1 000 999     | 4             |
| 2 | Arwin              | This Dream of Mine | 1 006 048   | 4           | 552 450       | 1 558 498     | 2             |
| 3 | Saga Ludvigsson    | Hate You So Much   | 1 106 111   | 1           | —             | —             | —             |
| 4 | Victoria Silvstedt | Love It!           | 575 878     | 6           | 258 921       | 834 799       | 5             |
| 5 | Vilhelm Buchaus    | I'm Yours          | 948 581     | 2           | 606 022       | 1 554 603     | 3             |
| 6 | Scarlet            | Sweet n' Psycho    | 1 117 434   | 3           | 825 019       | 1 942 453     | 1             |

#### Ballottaggio
Poco dopo lo svolgimento della quinta semifinale, si è svolto il ballottaggio, che ha mantenuto la funzione di ripescaggio.
In questa fase i cinque artisti ripescati hanno gareggiato in un unico gruppo, ove le due canzoni più votate hanno avuto accesso alla finale. La votazione si è svolta in due turni: la canzone con il maggior numero di voti ricevuti durante la rispettiva semifinale si è qualificata direttamente per la finale, mentre nel secondo turno le restanti quattro canzoni sono state votate in una nuova votazione che, sommata con i punti di quella precedente, ha decretato l'ultimo finalista. 
Ad accedere alla finale sono state le Dolly Style e Meira Omar.
| #  | Artista         | Titolo             | Semifinale | Semifinale | Ballottaggio | Ballottaggio | Totale | Posizione |
| #  | Artista         | Titolo             | Voti       | Punti      | Voti         | Punti        | Totale | Posizione |
| -- | --------------- | ------------------ | ---------- | ---------- | ------------ | ------------ | ------ | --------- |
| 11 | Meira Omar      | Hush Hush          | 1 716 377  | 210        | 1 087 480    | 306          | 516    | 1         |
| 12 | Kaliffa         | Salute             | 1 685 036  | 197        | 540 096      | 150          | 347    | 3         |
| 13 | Dolly Style     | Yihaa              | 1 658 290  | 215        | —            | —            | —      | —         |
| 14 | Ella Tiritiello | Bara du är där     | 1 601 573  | 184        | 693 518      | 195          | 379    | 2         |
| 15 | Arwin           | This Dream of Mine | 1 558 498  | 194        | 531 661      | 149          | 343    | 4         |

## Finale
La finale si è svolta l'8 marzo 2025 presso la Strawberry Arena di Stoccolma. L'ordine d'esibizione è stato reso noto il 2 marzo 2025.
Måns Zelmerlöw è risultato il vincitore del voto della giuria internazionale, mentre a trionfare nel televoto sono stati KAJ. Una volta sommati i punteggi, la vittoria è stata assegnata ai KAJ.
| #  | Artista            | Titolo               | Punteggio | Punteggio | Punteggio | Posizione |
| #  | Artista            | Titolo               | Giuria    | Televoto  | Totale    | Posizione |
| -- | ------------------ | -------------------- | --------- | --------- | --------- | --------- |
| 1  | John Lundvik       | Voice of the Silent  | 49        | 25        | 74        | 6         |
| 2  | Dolly Style        | Yihaa                | 48        | 27        | 75        | 5         |
| 3  | Greczula           | Believe Me           | 47        | 56        | 103       | 3         |
| 4  | Klara Hammarström  | On and On and On     | 34        | 43        | 77        | 4         |
| 5  | Scarlet            | Sweet n' Psycho      | 31        | 33        | 64        | 7         |
| 6  | Erik Segerstedt    | Show Me What Love Is | 24        | 27        | 51        | 9         |
| 7  | Maja Ivarsson      | Kamikaze Life        | 2         | 30        | 32        | 11        |
| 8  | Meira Omar         | Hush Hush            | 26        | 24        | 50        | 10        |
| 9  | Måns Zelmerlöw     | Revolution           | 76        | 81        | 157       | 2         |
| 10 | Saga Ludvigsson    | Hate You So Much     | 17        | 10        | 27        | 12        |
| 11 | Annika Wickihalder | Life Again           | 36        | 18        | 54        | 8         |
| 12 | KAJ                | Bara bada bastu      | 74        | 90        | 164       | 1         |

| Brano                | LTU | ITA | CHE | IRL | FRA | NOR | GRC | SRB | Totale |
| -------------------- | --- | --- | --- | --- | --- | --- | --- | --- | ------ |
| Voice of the Silent  | 8   | 7   | 8   | 5   | 6   | 5   | 4   | 6   | 49     |
| Yihaa                | 10  | 10  | 4   | 6   | 1   | 6   | 8   | 3   | 48     |
| Believe Me           | 3   | 8   | 7   | 4   | 7   | 3   | 5   | 10  | 47     |
| On and On and On     |     | 1   | 3   | 3   | 8   | 8   | 7   | 4   | 34     |
| Sweet n' Psycho      | 6   | 4   |     | 2   | 4   | 7   |     | 8   | 31     |
| Show Me What Love Is | 5   | 2   | 1   | 8   | 2   | 2   | 2   | 2   | 24     |
| Kamikaze Life        | 2   |     |     |     |     |     |     |     | 2      |
| Hush Hush            |     |     | 6   | 10  | 3   | 4   | 3   |     | 26     |
| Revolution           | 7   | 6   | 12  | 7   | 12  | 10  | 10  | 12  | 76     |
| Hate You So Much     | 1   | 3   | 10  |     |     | 1   | 1   | 1   | 17     |
| Life Again           | 12  | 5   | 2   | 1   | 5   |     | 6   | 5   | 36     |
| Bara bada bastu      | 4   | 12  | 5   | 12  | 10  | 12  | 12  | 7   | 74     |

## Ascolti
| Puntata    | Messa in onda    | Telespettatori | Share | Note   |
| ---------- | ---------------- | -------------- | ----- | ------ |
| Semifinali | 1º febbraio 2025 | 2 643 000      | 79,6% | [ 19 ] |
| Semifinali | 8 febbraio 2025  | 2 562 000      | 78,5% | [ 19 ] |
| Semifinali | 15 febbraio 2025 | 2 224 000      | 68,9% | [ 19 ] |
| Semifinali | 22 febbraio 2025 | 2 542 000      | 77,9% | [ 19 ] |
| Semifinali | 1º marzo 2025    | 2 538 000      | 78,7% | [ 19 ] |
| Finale     | 8 marzo 2025     | 3 021 000      | 77,1% | [ 19 ] |
| Media      | Media            | 2 588 000      | 76,8% | [ 19 ] |